# Topsy-Turvy
Topsy-Turvy é o álbum de estreia da banda Mt. Helium, lançado a 2 de Abril de 2001.
É o último disco do vocalista Ontronik Khachaturian, que deixou a banda pouco depois do lançamento. Após a audição para o novo vocalista, decidiram que o guitarrista Art Karamian seria a pessoa escolhida.
O disco atingiu o nº 6 da Billboard Heatseekers e o nº 157 da Billboard 200.

## Faixas
1. "Add Mission" - 3:35
2. "Mucus Shifters" - 2:30
3. "Come Forth" - 3:16
4. "Shhh... (Hope Diggy)" - 3:20
5. "Drown Ink" - 3:09
6. "Bullshed" - 4:59
7. "That's All!" - 3:25
8. "Bravo" - 3:08
9. "Apossibly" - 4:14
10. "Right Foot" - 3:52
11. "Aisle Always" - 3:54
12. "In Books" - 3:59

## Créditos
- Ontronik — Vocal
- Art Karamian — Guitarra
- Dave Hakopyan — Baixo
- Sammy J. Watson — Bateria